# Graziana Calcagno
Graziana Calcagno (Arenzano, 11 dicembre 1938 – Torino, 6 agosto 2018) è stata una magistrata italiana.
Procuratrice della Repubblica presso il Tribunale dei Minorenni del Piemonte e della Valle d’Aosta, è stata tra le prime donne ad entrare in magistratura in Italia e ha dedicato l'intera attività lavorativa alla giustizia minorile.

## Biografia
Dopo aver seguito gli studi superiori ad Alba, dove la famiglia si era trasferita per lavoro, la Calcagno frequenta gli studi di Giurisprudenza all’Università di Torino, dove si laurea a 23 anni a pieni voti con il professor Giovanni Conso e con il quale stabilirà una profonda amicizia.
In quegli anni è ancora in vigore l'articolo 7 della legge 1176 del 1919 che esclude le donne da tutti gli uffici pubblici che implicano l'esercizio di diritti e di potestà politiche. La Corte costituzionale però, con decreto n. 33 del 1960, dichiara l’articolo parzialmente illegittimo e nell’agosto dello stesso anno un gruppo di deputate guidate da Maria Cocco, Maria De Unterrichter Jervolino e dalla ex costituente Angela Gotelli chiede l'abrogazione della intera
legge del 1919, arrivando a far approvare la legge n. 66 del 9 febbraio 1963 che sancisce l’Ammissione della donna ai pubblici uffici ed alle libere professioni. Il 5 aprile 1965, insieme a Letizia De Martino, Ada Lepore, Raffaella D'Antonio, Gabriella Luccioli, Annunziata Izzo, Giulia De Marco ed Emilia Cappelli, Graziana Calcagno vince il primo concorso per magistrati a cui erano state ammesse anche le donne.
Dopo due anni in Pretura, il magistrato viene destinato al Tribunale dei minori come giudice, nei locali allora in via Passo Buole a Torino. Entrata a far parte di Magistratura democratica, dopo una parentesi di otto anni come giudice a latere nella Corte d’Appello della stessa città, passa successivamente alla Procura minorile, arrivando a dirigerla nel 1988.
Nel 1977 viene presa in ostaggio per qualche ora durante una rivolta scoppiata all'interno del carcere minorile "Ferrante Aporti" di Torino, mentre svolge il suo incarico di giudice di sorveglianza; nega comunque qualsiasi colpa ai protagonisti della sommossa, per evitar loro guai peggiori.
La Calcagno segue in quegli anni la facoltà di psicologia, arrivando a laurearsi con Angiola Massucco Costa, per avere a disposizione più strumenti con i quali affrontare la complessità dei casi di cui si occupa.

## Lascuola di Torino
Nel corso degli anni ’80 Graziana Calcagno, con un gruppo di giudici cui fanno parte Camillo Losana e Anna Maria Baldelli e guidati dal presidente del Tribunale Paolo Vercellone, rinnova l'idea di giustizia minorile in Italia, ispirando un importante cambiamento della legislazione in merito e facendo del Ferrante Aporti, il carcere dei minori di Torino, un esempio a livello mondiale. Il carcere minorile, da luogo chiuso e violento, diviene luogo aperto alla città, grazie alla promozione di spettacoli, laboratori, progetti di recupero e di formazione destinati ai ragazzi che fino a quel momento erano considerati solo delinquenti da rinchiudere. Coinvolge inoltre numerosi esponenti della società civile incentivandoli a diventare giudici onorari, affidatari e tutori.
L’esperimento viene progressivamente imitato da numerosi centri di detenzione in Italia, tanto da far parlare della nascita di una ‘’scuola torinese’’ nell’ambito della giustizia minorile.
Con l’obiettivo principale di ridurre i danni derivanti dai crimini, la Calcagno arriverà a proporre di applicare la Giustizia riparativa, cioè la mediazione tra il minore che ha sbagliato e la sua vittima, anziché perseguire solamente la condanna del colpevole (giustizia retributiva) e la sua conseguente punizione, contribuendo ad istituire nella capitale piemontese il Centro pilota per la mediazione penale.

## A capo della Procura
Nel 1988 Graziana Calcagno diventa capo della Procura Minorile del Piemonte e della Valle d'Aosta. «Togliere definitivamente un bambino ai genitori è peggio che condannare all’ergastolo» afferma alla prima intervista nel nuovo incarico.
Tra il 1989 e il 1990 si occupa, nella nuova veste, del caso di Serena Cruz, una minore filippina portata in Italia da un cittadino italiano senza la necessaria documentazione comprovante la paternità. Il caso riguarda le cronache giornalistiche per diverso tempo, diventa anche il soggetto dell’ultimo libro scritto da Natalia Ginzburg ed apre la strada ad una profonda riforma della legge sulle adozioni.
Nel 1993 polemizza ufficialmente dalle colonne dei giornali con il vescovo valdostano Ovidio Lari, che aveva avuto l’idea di ripristinare la «ruota dei trovatelli» e ricordando al prelato che la legge consente alle ragazze che partoriscono in ospedale, il completo anonimato.
Conclude la sua carriera in magistratura occupandosi del Delitto di Novi Ligure in cui due minorenni sono responsabili dell’omicidio della mamma e del fratello di uno di loro. «Di quanto è accaduto a Novi, è un fatto che accade una volta in un secolo» affermerà alla conclusione della vicenda.
In pensione dal 2001, presta per diversi anni le sue conoscenze all’interno della scuola per assistenti sociali torinese. Muore nell'estate del 2018.

## Opere
- A. Barsotti, G. Calcagno, L. Losana, P. Vercellone, Sull’imputabilità dei minori tra i quattordici e i diciotto anni, Rivista Italiana Diritto Procedura Penale, 1975, p. 1235
- G. Calcagno, L’attività del giudice minorile dalla segnalazione all’accertamento, Minorigiustizia, Franco Angeli, Milano 1998
- G. Calcagno, Il trattamento penale dei minori nomadi e dei minori extracomunitari, Minorigiustizia, Franco Angeli, Milano 1999
- G. Calcagno, I problemi dei figli "divisi" visti dalla parte della scuola, Minorigiustizia, Franco Angeli, Milano 2006
- G.  Calcagno, Il ruolo del pubblico ministero minorile nel processo penale e nel processo civile, Famiglia e diritto, IPSOA, Milano 2006
- G. Calcagno, Le radici della giustizia minorile, Minorigiustizia, Franco Angeli, Milano 2009
- G. Calcagno, Le responsabilità nei servizi di accoglienza madre-bambino per il sostegno alla genitorialità, Minorigiustizia, Franco Angeli, Milano 2009
- G. Calcagno, Le comunità madre-bambino a Torino, Minorigiustizia, Franco Angeli, Milano 2010
- G. Calcagno, Il punto di vista dei giudici, in AA.VV, La terra di mezzo: le attività in luogo neutro dei servizi sociali, Armando Editore, Roma 2003, https://books.google.it/books?id=3JPP4FIcbJQC&pg=PA285&lpg=PA285&dq=graziana+calcagno&source=bl&ots=MJmIlM6t2O&sig=Pn1lrYvJJ55yM29pthaqCuOXgvE&hl=it&sa=X&ved=2ahUKEwjMrvma_oLdAhXEposKHYLeDmQQ6AEwC3oECAAQAQ#v=onepage&q=graziana%20calcagno&f=false